# Xenandra desora
Xenandra desora är en fjärilsart som beskrevs av William Schaus 1928. Xenandra desora ingår i släktet Xenandra och familjen Riodinidae. Inga underarter finns listade i Catalogue of Life.